# Dalechampia allemii
Dalechampia allemii är en törelväxtart som beskrevs av Grady Linder Webster. Dalechampia allemii ingår i släktet Dalechampia och familjen törelväxter. Inga underarter finns listade i Catalogue of Life.